# Žan Rogelj
Žan Rogelj, slovenski nogometaš, * 25. november 1999, Kranj.
Rogelj je profesionalni nogometaš, ki igra na položaju vezista. Od leta 2023 je član belgijskega kluba Charleroi in od leta 2021 tudi slovenske reprezentance. Pred tem je igral za slovenski Triglav Kranj, za katerega je v prvi slovenski ligi odigral 50 tekem in dosegel en gol, ter avstrijski WSG Tirol. Bil je tudi član slovenske reprezentance do 17, 18, 19 in 21 let.